# Онєгін (фільм)
«Онєгін» (англ. Onegin) — британсько-американський фільм 1999 року режисера Марти Файнс, екранізація роману у віршах «Євгеній Онєгін» Олександра Пушкіна.

## Зміст
Євгеній Онєгін — розпещений відвідувач столичних салонів, звичний до розкоші і блиску вищого світу. Природно, він здається доньці провінційного дворянина Тетяні принцом на білому коні. Та жорстока молода людина відкидає чисту юну любов дівчини. З часом він зрозуміє її цінність, але можливість знайти щастя буде безповоротно загублена.

## Ролі
| Актор           | Роль                                         |
| --------------- | -------------------------------------------- |
| Рейф Файнс      | Євгеній Онєгін                               |
| Лів Тайлер      | Тетяна Ларіна                                |
| Тобі Стівенс    | Володимир Ленський                           |
| Ліна Гіді       | Ольга Ларіна                                 |
| Мартін Донован  | князь Нікітін, чоловік Тетяни, кузен Онєгіна |
| Алан Армстронг  | Зарецький                                    |
| Гаррієт Волтер  | мадам Ларіна                                 |
| Саймон Макберні | французький учитель                          |

## Нагороди
- 1999 — приз за найкращу режисуру на Токійському кінофестивалі (Марта Файнс).
- 1999 — приз «Золотий Овен» у номінації «Найкраща жіноча роль в зарубіжному фільмі» від Російської гільдії кінокритиків (Лів Тайлер).
- 2000 — номінація «Премія імені Олександра Корди за найвидатніший британський фільм року» Британської академії кіно і телевізійних мистецтв (BAFTA).
- Премія Лондонського гуртка кінокритиків за найкращий дебют (Марта Файнс).

## Особливості постановки
- Сюжет представляє вільну інтерпретацію роману.
- Герої висловлюються  прозою, тільки листи цитуються віршами.
- Зйомки проходили в  Санкт-Петербурзі: Тетяна з чоловіком живе в будинку Адаміні, у фінальній панорамі — будівля Інституту фізіології
- Музичний супровід не відповідає онєгінському часу (1819—1825 роки), є анахронізмом:
  - Вальс «На сопках Маньчжурії» написаний у 1906 році.
  - Пісня «Ой, цвіте калина в полі біля струмка» написана в 1950 році Ісааком Дунаєвським для фільму «Кубанські козаки».
  - Мелодія пісні «Ой, повним-повна коробушка» на вірші Н. А. Некрасова (1861 р.) написана Я. Ф. Пригожий в 1898 році.
  - Вальс на балу у Тетяни і її чоловіка — Хор дівчат з опери А. Н. Верстовського «Аскольдова могила[en]» (1835 р.)

## Знімальна група
- Режисер — Марта Файнс
- Сценарист — Пітер Еттедгі, Майкл Грант Ігнатьєв
- Продюсер — Джессіка Колдуелл, Річард Нейстадтер, Алехандро Де Леон
- Композитор — Магнус Файнс
- Художник-постановник: Jim Clay
- Художники/Art directors: Chris Seagers, Віра Зелінська